# Yann Le Bohec
Pour les articles homonymes, voir Le Bohec.
Yann Le Bohec, né le 26 avril 1943 à Carthage, en Tunisie, est un universitaire historien et épigraphiste français. Professeur émérite à l'université Paris-Sorbonne, il est spécialiste de l'Antiquité romaine, en particulier d'Afrique romaine et d'histoire militaire.

## Biographie
Après des études au lycée Louis-le-Grand et à la faculté des lettres de Paris, il obtient son agrégation d'histoire en 1970, puis son doctorat d'État en 1982. Sa thèse d'État porta sur l'armée romaine d'Afrique ; elle a été soutenue à l’université Paris-Nanterre, où il était assistant (1972-1981) et où il a ensuite été maître-assistant (1981-1985).
Il enseigna à l'université Grenoble-II de 1985 à 1989, puis à l'université Lyon-III (où il créa puis dirigea le DESS « Formation aux métiers de l’archéologie ») jusqu'en 2001, avant d'être nommé professeur des universités à l'université Paris-Sorbonne. En 2000, il a été élu vice-président de la section « Histoire et archéologie des civilisations antiques » du Comité des travaux historiques et scientifiques. Il a aussi été vice-président du conseil scientifique du Centre d'études d'histoire de la défense.
Il publie depuis 1986 une bibliographie annuelle sur l'Afrique romaine, au sujet de laquelle il rédige un ouvrage de synthèse en 2005. Il dirige la collection « Antiquité/Synthèses » aux éditions Picard. En 1994, il est l'auteur d'un « Que sais-je ? » consacré à César avant de s'intéresser plus spécifiquement à César, chef de guerre (2001).
De 1994 à 1998, il est expert conseiller auprès du ministère de l'Enseignement supérieur et de la Recherche. Directeur du Centre d'études romaines et gallo-romaines de l'université Lyon-III puis vice-président de ladite université, il est président de la Commission Recherche du Pôle universitaire lyonnais entre 2000 et 2001, membre du comité de rédaction de la revue Res militares et cofondateur de la Revue des études militaires anciennes (RÉMA).
Spécialiste reconnu de l'armée romaine, Yann Le Bohec s'est notamment vu confier la direction de The Encyclopedia of the Roman Army, monumental ouvrage décrit comme « un outil indispensable pour l'étude de l'histoire militaire antique » qui comble le manque jusque-là d'« un livre de référence fiable qui rende hommage à l'importance du sujet ».

## Publications

### Sur l'histoire militaire
- L’archéologie militaire de l’Afrique du nord dans l’Antiquité, Paris, Presses de l'ENS, 1979, 39 p.
- La Troisième légion Auguste, Paris, CNRS, coll. « Études d'antiquités africaines », 1989, 632 p. (ISBN 2-222-03988-6)
- Les Unités auxiliaires de l'armée romaine en Afrique proconsulaire et Numidie sous le Haut Empire, Paris, CNRS, coll. « Études d'antiquités africaines », 1989, 220 p. (ISBN 2-222-04239-9)
- La Sardaigne et l'armée romaine sous le Haut-Empire, Sassari, Delfino Carlo Editore, 1990, 156 p. (ISBN 978-88-7138-013-1)
- (en) The Imperial Roman Army, Londres, Hippocrene Books, 1994, 304 p.
- Histoire militaire des guerres puniques, Monaco & Paris, Rocher, coll. « L'art de la guerre », 1995, 342 p. (ISBN 2-268-02147-5)
- César chef de guerre, Monaco & Paris, Rocher, coll. « L'art de la guerre », 2001, 511 p. (ISBN 2-268-03881-5)
- L'armée romaine sous le Haut-Empire, Paris, Picard, coll. « Antiquité-synthèses », 2002, 292 p. (ISBN 2-7084-0633-7)
- L’armée romaine sous le Bas-Empire, Paris, Picard, coll. « Antiquité-synthèses », 2006, 256 p. (ISBN 2-7084-0765-1)
- L’armée romaine en Afrique et en Gaule, Stuttgart, Steiner Verlag, 2007, 514 p.
- L'armée romaine dans la tourmente : une nouvelle approche de la crise du troisième siècle, Monaco, Paris, Rocher, coll. « L'art de la guerre », 2009, 320 p. (ISBN 978-2-268-06785-8)
- César, La guerre des Gaules, Paris, Economica, 2009, 236 p.
- Alésia : Fin août-début octobre de 52 avant J-C., Paris, Tallandier, 2012, 222 p.
- La « bataille » du Teutoburg, 9 apr. J.-C., Paris, Éditions Lemme, coll. « Illustoria », 2013, 87 p.
- La bataille de Lyon, 197 apr. J.-C., Paris, Éditions Lemme, coll. « Illustoria », 2013, 102 p.
- La Guerre romaine : 58 avant J.-C.-235 après J.-C., Monaco & Paris, Éditions Tallandier, coll. « L'art de la guerre », 2014, 448 p. (ISBN 979-10-210-0463-4)
- Géopolitique de l'Empire Romain, Paris, Ellipses, 2014, 256 p.
- Spartacus, chef de guerre, Paris, Éditions Tallandier, coll. « L'art de la guerre », 2016, 220 p.
- Histoire des guerres romaines : Milieu du VIIIe siècle avant J.-C. -410 après J.-C, Paris, Éditions Tallandier, coll. « L'art de la guerre », 2017, 606 p. (ISBN 979-10-210-2300-0)
- Lucullus : Général et gastronome, Paris, Éditions Tallandier, coll. « L'art de la guerre », 2019, 304 p. (ISBN 979-10-210-3152-4)
- César chef de guerre, Paris, Éditions Tallandier, coll. « Texto », 2019
- La vie quotidienne des soldats romains à l'apogée de l'Empire, Paris, Tallandier coll. « L'art de la guerre », 2020
- La première marine de guerre romaine. Des origines à 241 av. J.-C., Clermont-Ferrand, éditions Lemme, 2020
- César et la guerre. Études d'histoire militaire, Paris, CNRS, 2021
- Les Grands Généraux de Rome... et les autres, Tallandier, 2022.
- Vercingétorix, stratège et tacticien, Tallandier, 2023.

### Histoire romaine
- Yann Le Bohec, Marcel Le Glay et Jean-Louis Voisin, Histoire romaine, Paris, Presses universitaires de France (PUF), coll. « Quadrige », 1991, 593 p. (ISBN 978-2-13-058910-5)
- Yann Le Bohec, Christophe Badel, Sources d'histoire romaine: Ier siècle av. J.C., début du Ve siècle après J.C, Paris, Larousse, coll. « Textes essentiels », 1993
- César, Paris, PUF, coll. « Que sais-je ? », 1994, 128 p. (ISBN 978-2-13-046142-5)
- Histoire romaine : Textes et documents, Paris, PUF, coll. « Premier cycle », 1997, 538 p. (ISBN 978-2-13-047784-6)
- Urbs : Rome, de César à Commode : histoire d'une ville et d'une capitale, Paris, Éditions du Temps, coll. « Synthèse d'histoire romaine », 2001, 190 p. (ISBN 2-84274-174-9)
- Les inscriptions des Lingons : Inscriptions sur pierre, inscriptions latines de la Gaule Belgique, vol. I, Paris, Comité des travaux historiques et scientifiques, coll. « Archéologie et d'histoire de l'art », 2003, 366 p. (ISBN 2-7355-0515-4)
- Histoire de l’Afrique romaine : 146 avant J.-C. - 439 après J.-C., Paris, Picard, coll. « Antiquité-synthèses », 2005, 282 p. (ISBN 2-7084-0751-1)
- La Gaule lyonnaise, Paris, Faton, 2008
- Rome et les provinces de l'Europe occidentale jusqu'à la fin du principat, Paris, Éditions du Temps, 2009
- Peuples et fédérations en Gaule (58-51 avant J.-C.) : lecture socio-juridique du Bellum Gallicum, Paris, De Boccard, coll. « De l'archéologie à l'histoire », 2009
- Yann Le Bohec, Alain Billault, Les 100 mots de l'Antiquité, Paris, PUF, coll. « Que sais-je ? », 2011, 128 p.
- Naissance, vie et mort de l’Empire romain : de la fin du Ier siècle avant notre ère jusqu'au Ve siècle de notre ère, Paris, Picard, coll. « Antiquité-synthèses », 2012, 847 p. (ISBN 978-2-7084-0930-9)
- Histoire de la Rome antique, Paris, PUF, coll. « Que sais-je ? », 2012, 127 p. (ISBN 978-2-13-059106-1)
- Rome : un conte d'amour et de mort, Paris, PUF, 2013, 128 p. (ISBN 978-2-13-060762-5)
- La civilisation des Lingons sous le Principat, Langres, Société historique et archéologique de Langres, 2017, 356 p. (ISBN 978-2-36811-026-3)
- Les Juifs dans l'Afrique Romaine, Bordeaux, Memoring Editions, 2021
- En Campanie, au paradis des romains, Paris, Éditions LEMME EDIT, 2025

### Direction
- Le Testament du Lingon, Paris, Collection du Centre d'Etudes Romaines et Gallo-Romaines, 1991
- La hiérarchie (Rangordnung) de l'armée romaines sous le Haut-Empire romain, Paris, De Boccard, 1994
- L'Afrique, la Gaule, la religion à l'époque romaine, Bruxelles, Latomus, 1994
- Épigraphie et histoire : acquis et problèmes, Paris, De Boccard, 1998
- Claude de Lyon, empereur romain, Paris, Presses de l'université Paris-Sorbonne, 1998
- Les discours d'Hadrien à l'armée d'Afrique : Exercitatio, Paris, De Boccard, 2003
- De Zeus à Allah. les grandes religions du monde méditerranéen, Paris, Éditions du Temps, 2004
- Les religions triomphantes au Moyen Âge : De Mahomet à Thomas d'Aquin, Paris, Éditions du Temps, 2004
- L'armée romaine de Dioclétien à Valentinien Ier, Paris, De Boccard, 2004
- L'armée et la monnaie, Paris, Recherches et travaux de la Société d'études numismatiques et archéologiques, 2006
- L'armée romaine et la religion sous le Haut-Empire romain, Paris, De Boccard, 2009
- Rome et les provinces de l'Occident de 197 av. J.C à 192 ap. J.C, Paris, Éditions du Temps, 2009
- État et société aux deux derniers siècles de la République romaine. Hommage à François Hinard, Paris, De Boccard, 2010
- La société de l'Afrique romaine, Paris, CTHS, 2013
- La guerre dans l'Afrique romaine sous le Haut-Empire, Paris, CTHS, 2014
- (en) The Encyclopedia of the Roman Army : associate editors, Giovanni Brizzi, Eckhard Deschler-Erb, Geoffrey Greatrex...[et al.], Oxford, Wiley-Blackwell, 2015, 1176 p. (ISBN 978-1-4051-7619-4)

## Distinctions

### Récompenses
- 1989 : Prix de l'Académie d'Aix-Marseille pour son ouvrage La Troisième Légion Augusta.
- 2007 : Prix François Millepierres de l'Académie française pour son ouvrage L’Armée romaine sous le Bas-Empire[8].
- 2010 : Prix Georges Perrot de l’Académie des inscriptions et belles-lettres pour son ouvrage L’Armée romaine dans la tourmente. Une nouvelle approche de la « crise du IIIe siècle »[9].
- 2023 : Médaille Toutain-Blanchet de l’Académie des inscriptions et belles-lettres[10].

### Décorations
- Chevalier de l'ordre des Palmes académiques (1999).